# Ил Пођо (Лече)
Ил Пођо (итал. Il Poggio) је насеље у Италији у округу Лече, региону Апулија.
Према процени из 2011. у насељу је живело 37 становника. Насеље се налази на надморској висини од 24 м.